# ماركوس هرنانديز
ماركوس هرنانديز هو سباح كوبي، ولد في 1 نوفمبر 1978.

## وصلات خارجية
- ماركوس هرنانديز على موقع الاتحاد الدولي للسباحة (الإنجليزية)
- ماركوس هرنانديز على موقع أوليمبيديا (الإنجليزية)